# Parafia Niepokalanego Serca Najświętszej Maryi Panny w Czarnym Lesie
Parafia Niepokalanego Serca Najświętszej Maryi Panny w Czarnym Lesie – parafia rzymskokatolicka w Czarnym Lesie. Należy do dekanatu Miedźno archidiecezji częstochowskiej. Została utworzona w 1988 roku. Parafię prowadzą księża Salezjanie.